# Bostrychoplites arabicus
Bostrychoplites arabicus är en skalbaggsart som beskrevs av Pierre Lesne 1934. Bostrychoplites arabicus ingår i släktet Bostrychoplites och familjen kapuschongbaggar. Inga underarter finns listade i Catalogue of Life.